# Zanabazar
Zanabazar là một chi khủng long, được Norell Makovicky Bever Balanoff J. Clark Barsbold & Rowe mô tả khoa học năm 2009.